# Osynliga kvinnor: hur brist på data bygger en värld för män
Osynliga Kvinnor: Hur brist på data bygger en värld för män  (originaltitel: Invisible Women: Exposing Data Bias in a World Designed for Men )är en bok från 2019 av den brittiska feministiska författaren Caroline Criado Perez. Boken beskriver de negativa effekterna på kvinnor orsakade av bias i insamling av stora data. 

## Mottagande
Boken fick både Royal Society Insight Investment Science Book Prize och Financial Times och McKinsey Business Book of the Year Award 2019.    
I The Lancet beskriver Cordelia Fine och Victor Sojo boken som innehållandes "en mängd fascinerande fallstudier- från så varierade domäner som medicin, arbetsmiljö och säkerhet, transport, teknik, politik och katastrofhjälp".
Carol Tavris recenserade den för Skeptical Inquirer Magazine och påstod att den "teoretiska grunden för denna bok inte är ny; varje generation feministiska forskare återupptäcker Simone de Beauvoirs observationer från 1949 att kvinnor är det andra könet", med hänvisning till den franska filosofens bok.
Angela Saini recenserade boken förThe Guardian och beskrev den som "en dossier om ojämlikhet mellan könen som kräver brådskande åtgärder." Hon skriver att boken klargör att "kvinnor är inte en minoritet. De är majoriteten. De finns absolut överallt och så har det alltid varit. Men som Criado Perez visar måste kvinnor leva i ett samhälle som byggts utifrån män. Från gatubelysning som är otillräcklig för vår trygghet, till frånvaro av barnomsorg på arbetsplatsen, så verkar nästan allt ha utformats för den genomsnittliga vita arbetande mannen och den genomsnittliga vita kvinnan som stannar hemma. Hennes svar är att tänka om, att samla in mer data, studera dessa data och fråga kvinnor vad de vill ha."
I en artikel för tidskriften Literary Review lovordar den feministiska författaren Joan Smith boken som viktig läsning. "Den här boken, som visar vilken partiskhet män har i både välbekanta (åtminstone för mig) och mindre uppenbara scenarier, lägger ut texten. Jag visste till exempel att kvinnor klarar sig sämre efter hjärtinfarkt eftersom de uppvisar andra symtom än män; Criado Perez citerar forskning som visar att kvinnor löper 50 procent större risk att bli feldiagnostiserade inte brukar få den klassiska "Hollywood-hjärtattacken", som börjar med smärtor i bröst och vänster arm. Men jag insåg inte att kvinnor också är mer benägna att drabbas av allvarliga skador i en bilolycka eftersom krockprovdockor traditionellt har utformats för att återspegla den "genomsnittliga" manliga kroppen." Smith drar slutsatsen att "Den ackumulerade effekten av alla dessa bevis är förödande, även om det bekräftar vad de flesta kvinnor redan vet."
Invisible Women fann också en bred internationell publik och har översatts till många språk, inklusive franska, tyska, holländska, italienska, spanska, polska, finska, portugisiska, persiska, svenska, isländska, danska, grekiska, litauiska, estniska, tjeckiska, slovakiska, ukrainska, turkiska och kinesiska.